# Laissey
Laissey – miejscowość i gmina we Francji, w regionie Burgundia-Franche-Comté, w departamencie Doubs.
Według danych na rok 1990 gminę zamieszkiwało 399 osób, a gęstość zaludnienia wynosiła 140 osób/km² (wśród 1786 gmin Franche-Comté Laissey plasuje się na 379. miejscu pod względem liczby ludności, natomiast pod względem powierzchni na miejscu 971.).